# Operon lac

Khái quát chung về operon lac

Operon lac là một loại operon ở vi khuẩn Escherichia coli và nhiều vi khuẩn đường ruột khác, tham gia vào quá trình dị hóa đường lactose (một loại cacbohydrate có rất nhiều trong sữa hoặc các thực phẩm chế biến từ sữa như pho-mát, sữa chua...). Cơ chế điều hòa hoạt động operon lac được hai nhà khoa học người Pháp là François Jacob và Jacques Monod phát hiện và làm sáng tỏ (sau đó được trao giải Nobel Sinh lý học và Y khoa năm 1965) cũng như là một ví dụ tiêu biểu cho sự điều hòa biểu hiện gen ở sinh vật nhân sơ. Xét về các cấp độ mức độ biểu hiện gen, quá trình điều hòa operon lac thuộc dạng điều hòa phiên mã trong khi xét về sự hoạt động thì operon lac thuộc dạng operon cảm ứng (tức chỉ hoạt động khi có sự cảm ứng từ yếu tố môi trường, trong tình huống này là allolactose - một dẫn xuất của lactose).

## Cấu trúc và chức năng của operonlac
Cũng giống như các operon khác, operon lac là một cụm gen có chức năng chung là mã hóa các protein tham gia vào con đường chuyển hóa lactose có chung cơ chế điều hòa phiên mã. Các gen cấu trúc của operon này là lacZ, lacY và lacA. 
| Gene | Sản phẩm                        | Chức năng                                                                                              | Ghi chú |
| ---- | ------------------------------- | --- | --- |
| lacZ | β-galactosidase                 | Enzyme tham gia phân giải đường lactose (đường đôi) thành glucose và galactose (đường đơn)             | Trong điều kiện môi trường có chất 5-bromo-4-chloro-3-indolyl-β-D-galactopyranoside (viết tắt X-gal), một dẫn xuất của lactose thì enzyme này sẽ phân giải thành chất X (gây ra màu xanh) và lactose. |
| lacY | β-galactoside permease          | Protein kênh tham gia vận chuyển lactose từ môi trường vào tế bào                                      | |
| lacA | β-galactoside acetyltransferase | Enzyme tham gia vận chuyển nhóm acetyl từ acetyl coenzyme A (Acetyl CoA) sang phân tử beta-galactoside | Vai trò của gene này không quan trọng đối với quá trình dị hóa lactose. |

Do gen lacZ, lacY và lacA có chung trình tự khởi động phiên mã, trình tự điều hòa, trình tự kết thúc quá trình phiên mã, nên mRNA của operon lac có chứa cả ba khung đọc mở của ba gen đấy. Một số tài liệu cũ gọi là mRNA đa cistron (tức một phân tử mRNA nhưng mang thông tin dịch mã cho nhiều gen khác nhau) trong khi mRNA ở sinh vật nhân thực là đơn cistron (tức một phân tử mRNA chỉ mang thông tin dịch mã cho một gen duy nhất) dù ngày nay, ít người sử dụng thuật ngữ này do có nhiều tranh cãi xung quanh nó. Tuy thế, chúng lại có trình tự điều hòa quá trình dịch mã riêng biệt (vùng 5'UTR) và không phụ thuộc nhau. Vì vậy, lượng protein của mỗi gen là khác nhau tùy theo nhu cầu của môi trường.

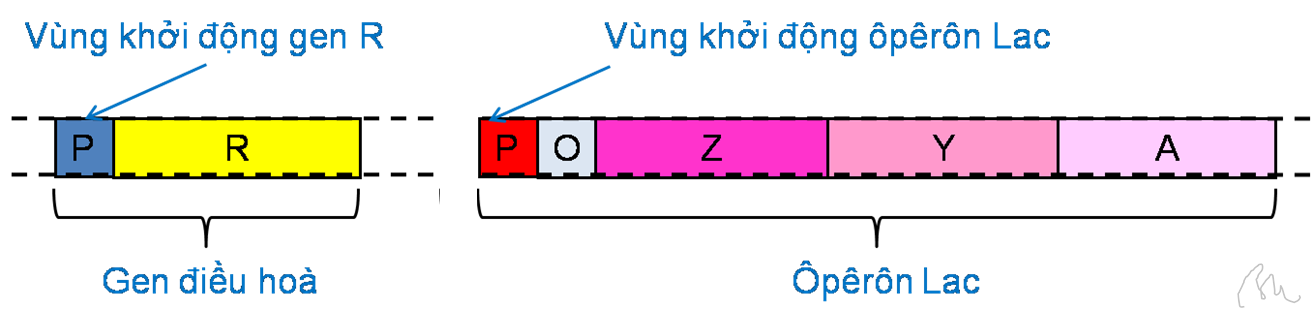
Cấu trúc của operon lac: P (promoter): vùng khởi động, O (operator): vùng vận hành và Z, Y, A: các gen cấu trúc.

Nằm phía trước các gen cấu trúc là các vùng điều hòa theo chiều từ 3' đến 5' là promoter (vùng khởi động) và operator (vùng vận hành). Promoter có chứa một số trình tự bảo thủ - bao gồm hộp Pribnow - Schaller (TATAAT) ở vị trí -10 hay trình tự đồng nhất TTGACA ở vị trí -35. Những vùng ấy có chức năng là điểm nhận biết để enzyme RNA polymerase II liên kết vào DNA và khởi động quá trình phiên mã operon lac. Trong vùng khởi động này còn có vị trí để protein CAP (một loại protein tham gia điều hòa hoạt động gen dạng dương tính) hay nói chính xác là phức hệ CAP-cAMP (AMP vòng) bám vào và làm tăng ái lực của RNA polymerase với promoter.
Operator là một trình tự tham gia điều hòa biểu hiện gen. Trong điều kiện không có lactose, protein ức chế sẽ liên kết vào vùng đầu 3' của operator và một phần vùng 5' của promoter, ngăn cản RNA polymerase trượt qua các gen cấu trúc lacZ, lacY và lacA. Do đó, operon bị khóa.
Ngoài ra, còn một gen không nằm trong vùng operon lac nhưng lại có vai trò rất quan trọng trong việc điều hòa hoạt động operon lac, đó là gen mã hóa protein ức chế lacI. lacI mã hóa protein ức chế (là một chất dị lập thể), trong điều kiện không có lactose, protein lacI sẽ bám vào operator và từ đó ức chế hoạt động của operon lac.
Chức năng chính của operon giúp vi khuẩn phân giải và sử dụng được đường lactose trong tình huống môi trường chỉ có lactose là nguồn cacbon duy nhất. Nếu môi trường có cả lactose và đường dễ phân giải hơn như glucose thì operon lac sẽ bị tắt do cơ chế điều hòa dương tính.

## Cơ chế điều hòa hoạt động operonlac
Operon lac có hai cơ chế điều hòa là điều hòa dương tính và điều hòa âm tính. Lấy một ví dụ minh họa để bạn đọc có thể dễ hiểu về mối quan hệ giữa điều hòa dương tính và điều hòa âm tính: giả sử bạn có một máy nghe nhạc, bạn bật/tắt máy nghe nhạc lên (điều hòa âm tính) sau đó bạn vặn âm lượng (volume) để âm thanh to hay nhỏ (điều hòa dương tính) để phù hợp với sở thích bản thân, nếu bạn bật máy nghe nhạc lên nhưng bạn điều chỉnh âm lượng bằng 0 thì bạn không nghe được nhạc hoặc nếu bạn tắt máy thì dù bạn có vặn nút điều chỉnh âm lượng thì vẫn không có tiếng nhạc. Operon lac cũng vậy, nó được điều hòa bằng cách mở hay tắt (điều hòa âm tính) và khi operon đã mở thì lượng mRNA được phiên mã có thể điều chỉnh thành nhiều hay ít (điều hòa dương tính).

### Điều hòa âm tính
Trong điều kiện không có lactose, protein ức chế sẽ liên kết vào đầu 3' của operator và một phần đầu 5' của promoter. Khi ấy, RNA polymerase không thể trượt qua các gen cấu trúc lacZ, lacY và lacA, do đó mRNA không được tạo ra (tức operon không hoạt động). Tuy nhiên, ái lực giữa protein ức chế với operator là khá yếu nên thỉnh thoảng protein ức chế sẽ tách ra khỏi operator dù không có chất cảm ứng (allolactose) và tạo điều kiện cho RNA polymerase phiên mã được gen lacZ, lacY và lacA, mRNA này dịch mã tạo ra sản phẩm tương ứng đặc biệt là protein vận chuyển trên màng sinh chất để có thể vận chuyển lactose vào tế bào khi môi trường có đường này.

Cơ chế điều hòa operon lac âm tính

Khi môi trường có lactose (nhưng không có các đường đơn giản) thì lactose sẽ được chuyển hóa thành đồng phân của nó là allolactose. Chất allolactose này liên kết đặc hiệu với domain tương ứng của protein ức chế. Allolactose là một chất điều hòa dị lập thể nên khi liên kết vào miền điều khiển của protein ức chế sẽ gây ra sự biến đổi cấu hình không gian vùng liên kết với operator. Do đó, phức hệ allolactose-protein không thể liên kết vào operator. Lúc này, RNA polymerase sẽ trượt qua vùng gen cấu trúc và mã hóa ra các protein tham gia phân giải đường lactose. Như vậy, allolactose là chất cảm ứng (inducer) operon lac.
Khi lactose bị tiêu thụ gần hết, thì allolactose sẽ có xu hướng tách khỏi protein ức chế (nguyên lý Le Chatelier) vì liên kết allolactose và protein ức chế là liên kết yếu và có tính thuận nghịch. Protein ức chế quay trở về cấu hình bình thường và bám vào vùng vận hành, làm tắt operon.